# نظریه دینامیک میدان متوسط
'نظریه دینامیک میدان-متوسط (به انگلیسی: Dynamical mean-field theory') یک روش برای تعیین ساختار الکترونی مواد با همبستگی قوی است. در چنین موادی، تقریب الکترون مستقل که در نظریه تابعی چگالی و محاسبات ساختار نواری استفاده می‌شود، قابل استفاده نیست. در نتیجه این نظریه، با استفاده از یک روش غیر اختلالی به بررسی رفتار الکترونهای جایگزیده (مثل الکترونهای تراز d و f) می‌پردازد که همان‌طور که گفته شد نظریه تابعی چگالی در توصیف آن ناتوان بوده. در نتیجه استفاده از این نظریه، تفاوت عمده‌ای در توصیف الکترونهای تقریباً آزاد گاز مانند (مثل الکترونهای تراز s و p) و الکترونهای نسبتاً مقید اتمی (الکترونهای تراز d و f) در فیزیک ماده چگال وجود خواهد داشت.
DMFT شامل نگاشت یک سیستم بس ذره‌ای شبکه‌ای به یک سیستم بس ذره‌ای موضعی (مدل ناخالصی) است. حل مسایل مربوط به سیستم‌های شبکه‌ای معمولاً ساده نیست، در حالیکه حل سیستم‌ها از طریق مدل ناخالصی، با استفاده از چند پارامتر امکان‌پذیر می‌باشد. نگاشت در این نظریه بخودی خود حاوی هیچ تقریبی نمی‌شود و تنها تقریب در این نظریه این است که فرض کنیم که خود-انرژی در این نظریه مستقل از مکان و ممنتوم باشد، به عبارت دیگر یه کمیت موضعی باشد که به مکان بستگی ندارد. این تقریب در سیستمهای چند بعدی تقریباً دقیق و در سیستمهای با ابعاد پایین (یک و دو بعدی) خیلی دقیق نیست.